# Andrea Bocskor

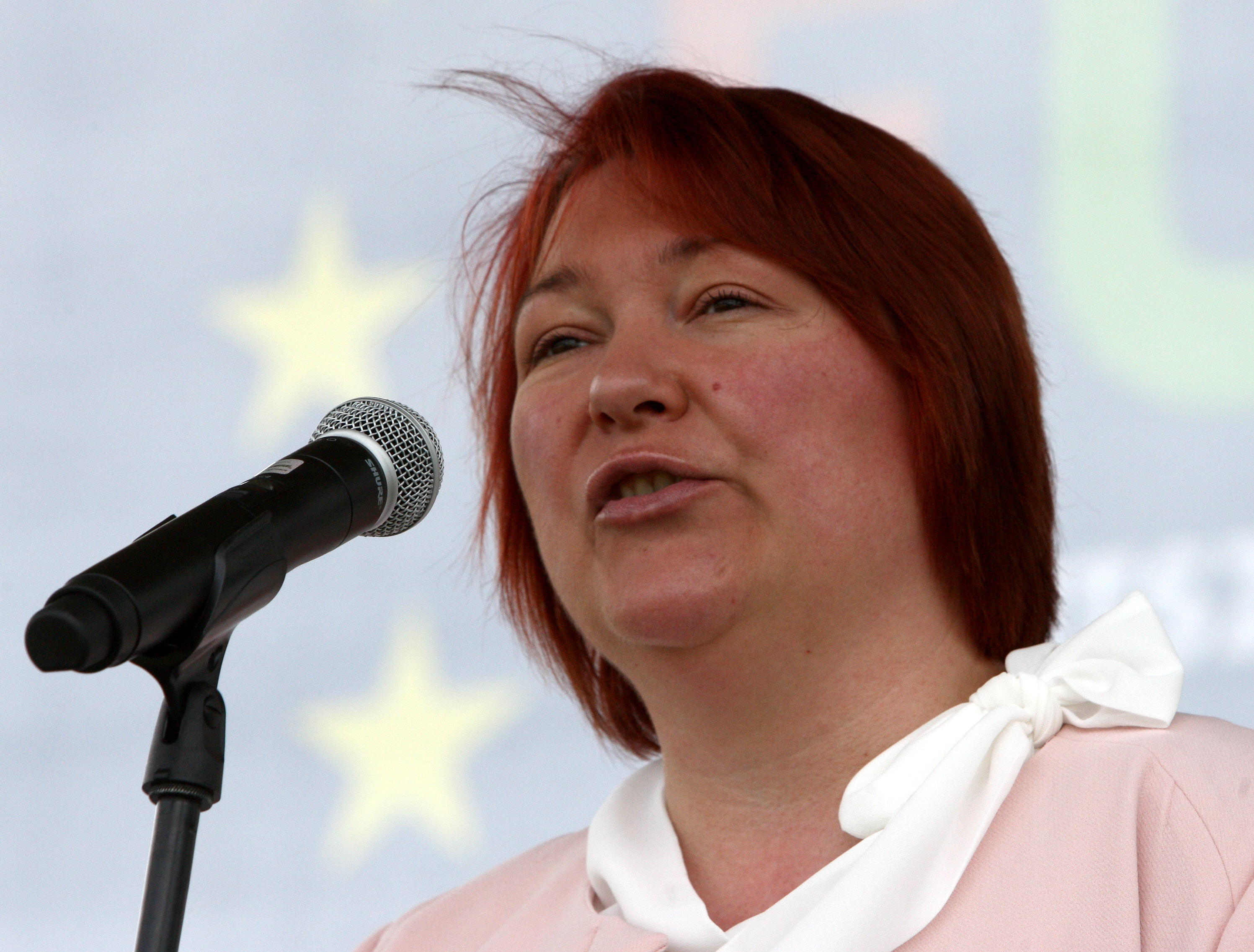
Andrea Bocskor (2015)

Andrea Bocskor (* 11. August 1978 in Beregszász) ist eine ungarische Politikerin der Partei Fidesz – Ungarischer Bürgerbund.
Seit 2014 ist sie Abgeordnete im Europäischen Parlament. Dort ist sie Stellvertretende Vorsitzende im Ausschuss für Kultur und Bildung, in der Delegation in der Parlamentarischen Versammlung EURO-NEST und in der Delegation im Ausschuss für parlamentarische Kooperation EU-Ukraine.